# براد شليغل
براد شليغل هو لاعب هوكي الجليد كندي، ولد في 22 يوليو 1968 في كيتشنر في كندا.

## وصلات خارجية
- براد شليغل على موقع دوري الهوكي الوطني (الإنجليزية)
- براد شليغل على موقع قاعة مشاهير الهوكي (لاعب أن.إتش.أل) (الإنجليزية)
- براد شليغل على موقع EliteProspects.com (الإنجليزية)
- براد شليغل على موقع Eurohockey.com (الإنجليزية)
- براد شليغل على موقع HockeyDB.com (الإنجليزية)
- براد شليغل على موقع Hockey-Reference.com (الإنجليزية)
- براد شليغل على موقع أوليمبيديا (الإنجليزية)